# Antoine Blavier
Antoine Blavier, más forrás szerint Arthur Blavier (Namur, 1914. január 28. – 1991. szeptember 15. ) belga nemzetközi labdarúgó-játékvezető.

## Pályafutása

### Nemzeti játékvezetés
Az I. Liga játékvezetőjeként 1964-ben vonult vissza.

### Nemzetközi játékvezetés
A Belga labdarúgó-szövetség Játékvezető Bizottsága (JB) terjesztette fel nemzetközi játékvezetőnek, a Nemzetközi Labdarúgó-szövetség (FIFA) 1960-tól tartotta tartja nyilván bírói keretében. A FIFA JB központi nyelvei közül a németet és a franciát beszélte. Több nemzetek közötti válogatott és klubmérkőzést vezetett., vagy működő társának partbíróként segített. A belga nemzetközi játékvezetők rangsorában, a világbajnokság-Európa-bajnokság sorrendjében többedmagával a 23. helyet foglalja el 3 találkozó szolgálatával. Az aktív nemzetközi játékvezetéstől 1964-ben búcsúzott. Válogatott mérkőzéseinek száma: 4.

#### Labdarúgó-világbajnokság
A világbajnoki döntőhöz vezető úton Chilébe a VII., az 1962-es labdarúgó-világbajnokságra a FIFA JB bíróként alkalmazta. A FIFA elvárása szerint, ha a játékvezető nem vezetett mérkőzést, akkor valamelyik társának partbíróként segédkezett. Kettő csoportmérkőzésen partbíróként működött közre. A világbajnokság legfiatalabb játékvezetője volt. Világbajnokságokon vezetett mérkőzéseinek száma: 1 + 2 (partbíró).

##### 1962-es labdarúgó-világbajnokság

###### Világbajnoki mérkőzés
| Időpont         | Helyszín                            | Mérkőzés típusa              | Mérkőzés        | Eredmény | Nézők száma |
| --------------- | ----------------------------------- | ---------------------------- | --------------- | -------- | ----------- |
| 1962. június 7. | Braden Cooper Co. Stadion, Rancagua | csoportmérkőzés (4. csoport) | Anglia–Bulgária | 0 : 0    | 5 700       |

#### Labdarúgó-Európa-bajnokság
Az európai-labdarúgó torna döntőjéhez vezető úton Spanyolországba az II., az 1964-es labdarúgó-Európa-bajnokságra az UEFA JB játékvezetőként foglalkoztatta.

##### 1964-es labdarúgó-Európa-bajnokság

###### Európa-bajnoki mérkőzés
| Időpont              | Helyszín                            | Mérkőzés típusa    | Mérkőzés                   | Eredmény | Nézők száma |
| -------------------- | ----------------------------------- | ------------------ | -------------------------- | -------- | ----------- |
| 1963. szeptember 11. | Olimpiai Saupin Stadion, Amszterdam | egyik nyolcaddöntő | Hollandia–Luxemburg        | 1 : 1    | 36 523      |
| 1964. június 17.     | Santiago Bernabéu stadion, Madrid   | egyik elődöntő     | Spanyolország–Magyarország | 2 : 1    | 34 713      |

#### Nemzetközi kupamérkőzések

##### Vásárvárosok kupája
| Időpont           | Helyszín                       | Mérkőzés típusa | Mérkőzés                         | Eredmény |
| ----------------- | ------------------------------ | --------------- | -------------------------------- | -------- |
| 1960. október 19. | St Andrews Stadion, Birmingham | nyolcaddöntő    | Birmingham City FC–Újpesti Dózsa | 3 – 2    |